# Arzobispo (dinosaurio)
El llamado "El Arzobispo" es un dinosaurio saurópodo braquiosáurido gigante similar a Brachiosaurus y Giraffatitan. Durante mucho tiempo se consideró un espécimen de Brachiosaurus brancai, ahora Giraffatitan, debido a que se encontró en la misma formación en Tendaguru, Tanzania. Sin embargo,  "El Arzobispo" muestra diferencias significativas que incluyen una morfología vertebral única y un cuello proporcionalmente más largo, lo que indica que es un género y una especie diferente y previamente desconocido.   Fue descubierto por Frederick Migeod en 1930. "El Arzobispo" es un apodo que funciona como marcador de posición, el espécimen actualmente no tiene nombre científico. El espécimen se encuentra actualmente en el Museo de Historia Natural de Londres y eventualmente será redescrito por el Dr. Michael P. Taylor de la Universidad de Bristol. En mayo de 2018, Taylor comenzó a trabajar en la descripción del arzobispo.